# Khold
Khold — норвезький блек-метал-гурт з Осло, створений у 2000 році після розпаду гурту Tulus. Khold грає середньотемповий блек-метал.

## Історія
Khold був заснований в Осло у 2000 році. Наприкінці 2000 року було записано демо, яке призвело до того, що Khold підписав контракт з лейблом Moonfog.
Перший альбом гурту, Masterpiss of Pain, вийшов у 2001 році. Пізніше в тому ж році Khold вирушили у тур по Європі, щоб підтримати альбом.
Другий альбом Phantom вийшов у 2002 році.
Наприкінці 2003 року Khold записали свій третій альбом Mørke gravers kammer, а також зняли кліп на пісню «Død». Альбом був випущений у 2004 році на Candlelight Records.
У 2005 році Khold вирушив у ще один норвезький тур, а потім записав свій четвертий альбом, Krek, який був випущений 10 жовтня Tabu Records.
9 червня 2008 року гурт випустив черговий студійний альбом Hundre År Gammal.
Після повернення до концертної діяльності у 2011 році на Wacken Open Air Khold щороку виступає на кількох фестивалях.
У 2014 році Khold випустив ще один альбом під назвою Til Endes, який отримав схвалення критиків, після чого активно виступав у Європі та США..
У червні 2021 року гурт підписав контракт із Soulseller Records, і 24 червня 2022 року вийшов перший з 2014 альбом гурту, що отримав назву Svartsyn.

## Стиль

### Тексти пісень
Барабанщик Sarke так пояснив тематику пісень гурту:
Наша лірика багато розповідає про смерть і те, що її оточує. Все стандартно: хвороба, божевілля, давні вірування тощо. Hildr пише наші тексти, і вона робить це дуже добре. Причина текстів норвезькою мовою полягає в тому, що вона краще підходить до нашої музики та дає нам більше натхнення для створення темної, холодної музики.
Щодо релігійного аспекту, який часто присутній у блек-металі, Сарк зазначив:
Нас не цікавить Ісус чи щось інше, ми пишемо власні історії. Ми, звичайно, можемо використовувати ім'я Бог або Сатана в своїх текстах. Якщо так, то це лише частина історії. Я не можу зрозуміти, чому люди все ще вірять у це лайно.

### Звучання

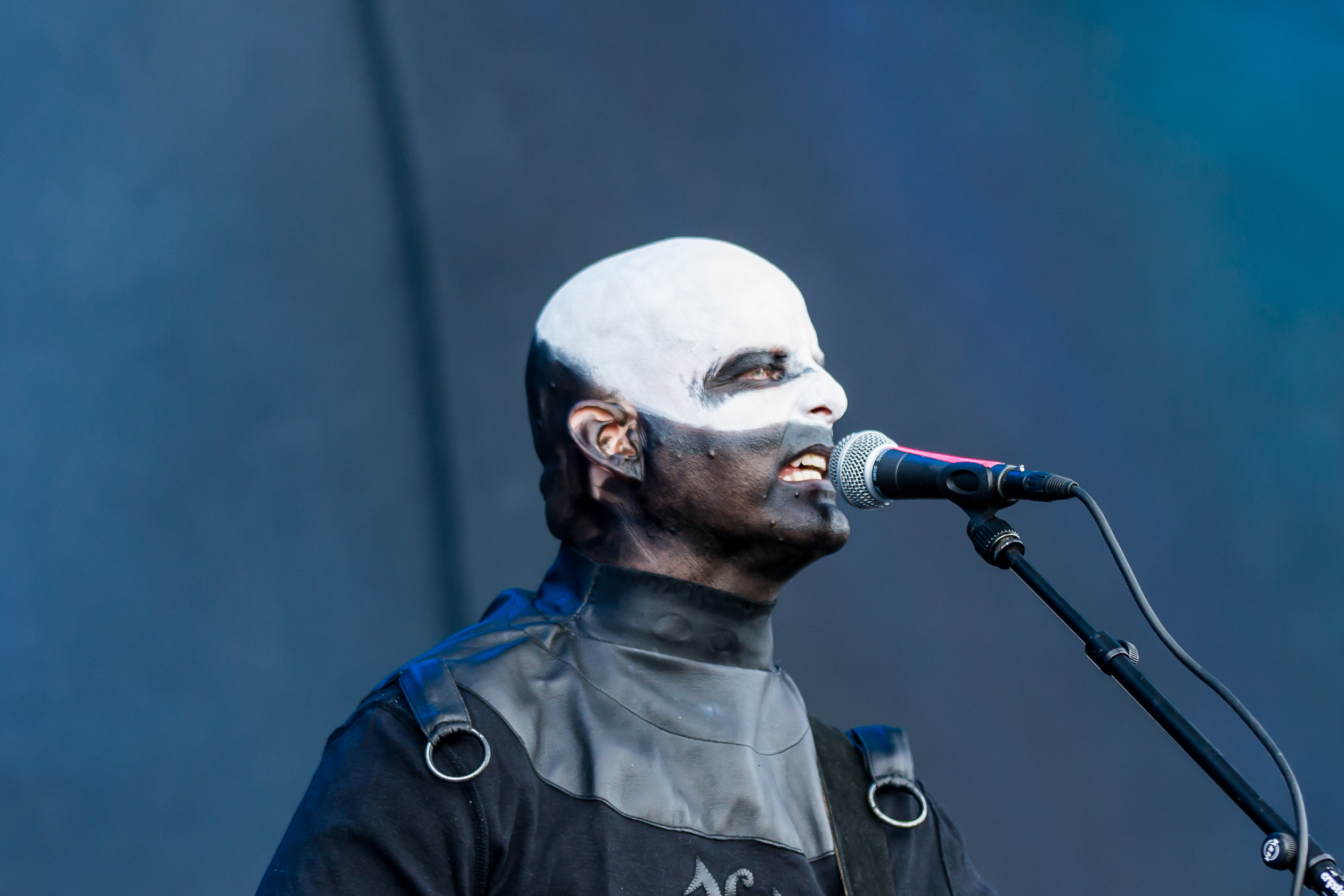
Khold на Wacken Open Air 2015

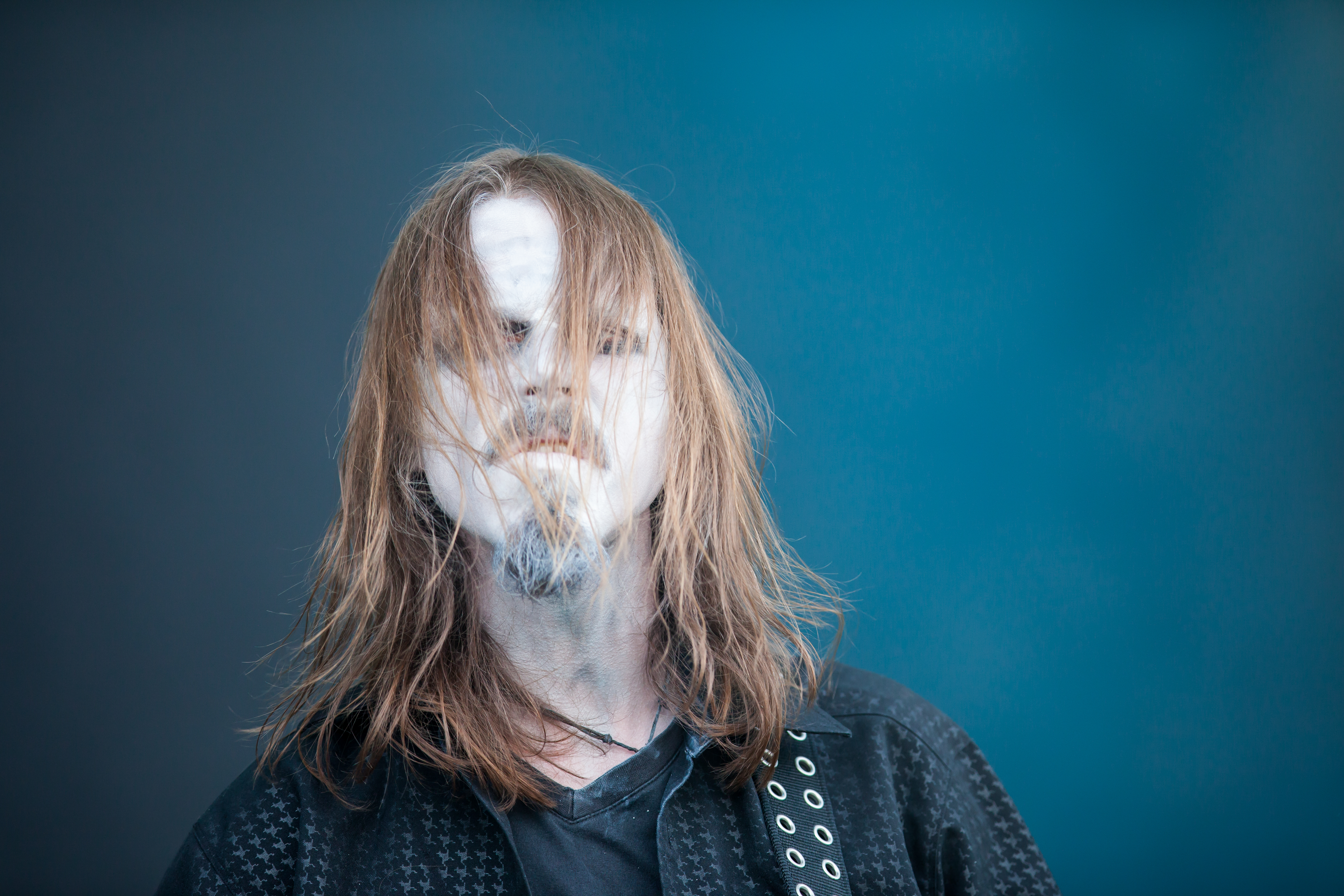
Khold на Wacken Open Air 2015

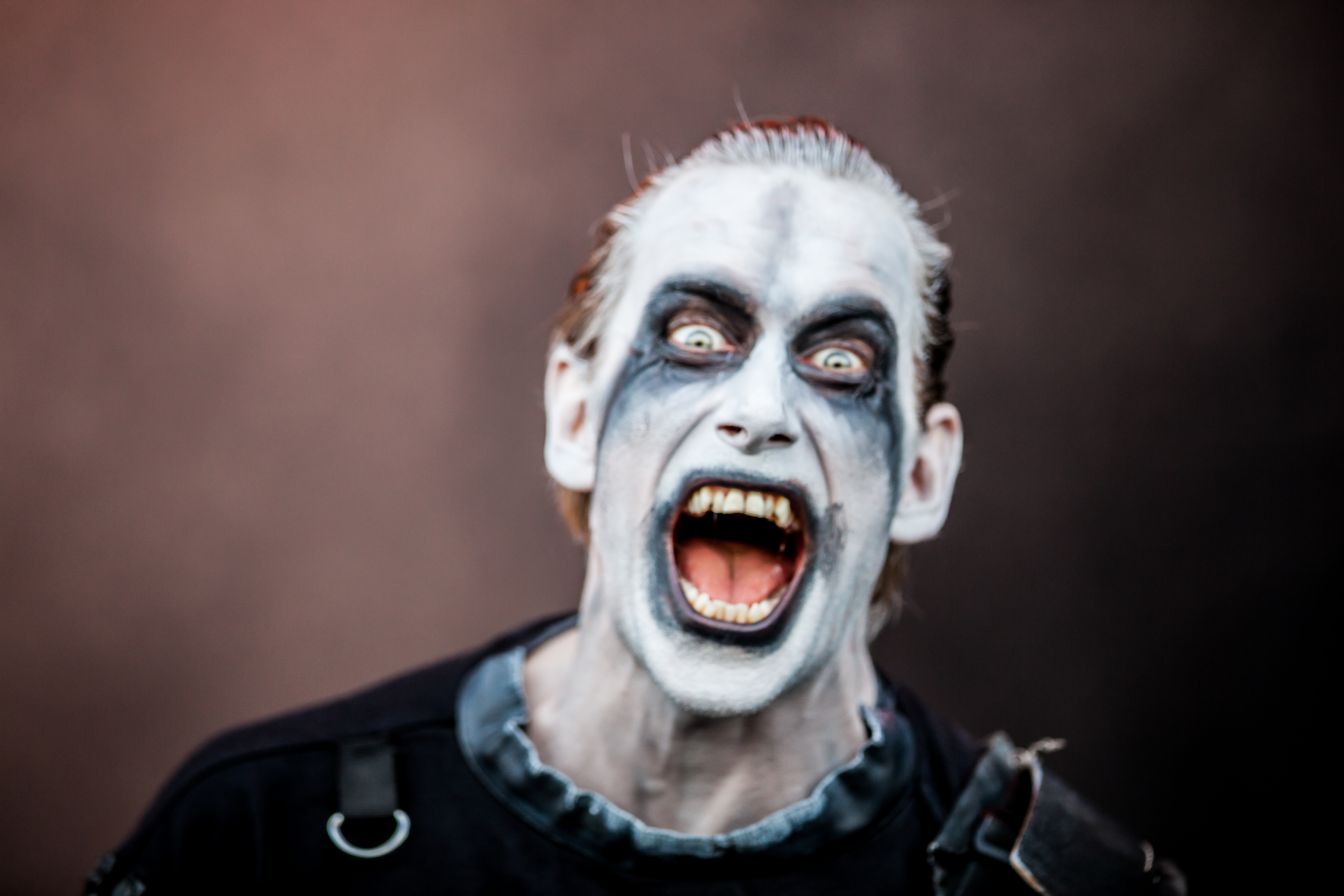
Khold на Wacken Open Air 2015

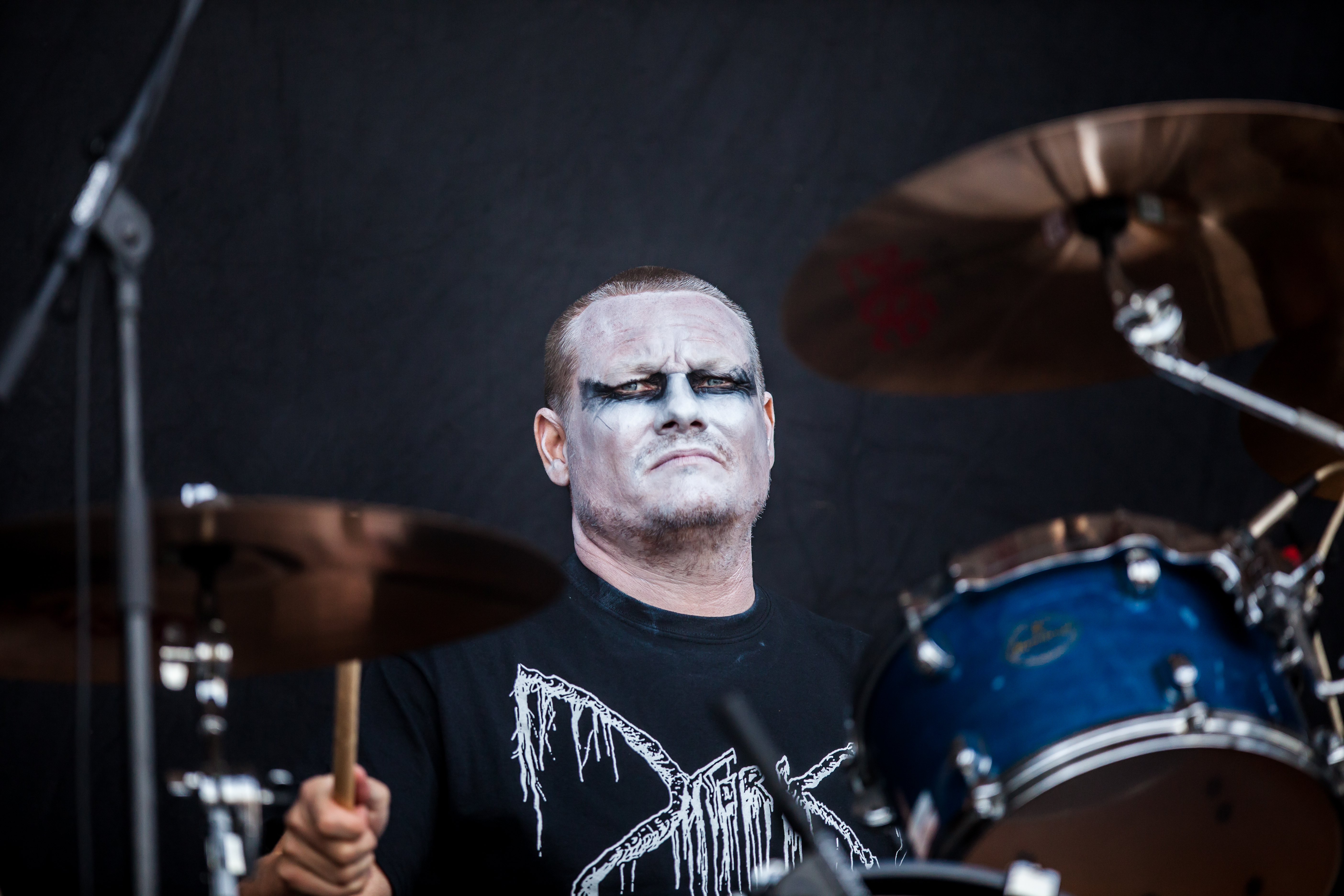
Khold на Wacken Open Air 2015

Khold грають свою музику в сирій і примітивній манері, використовуючи лише гітару, бас-гітару та барабани. Усі тексти пісень написані давньонорвезькою мовою з концептуальною метою. Їхню музику дехто описує як «чорний н-рол».

## Дискографія
- Masterpiss of Pain (2001)
- Phantom (2002)
- Mørke gravers kammer (2004)
- Krek (2005)
- Hundre år gammal (2008)
- Til Endes (2014)
- Svartsyn (2022)

## Склад

### Поточні учасники
- Gard — вокал, гітара (2000-дотепер)
- Rinn — гітара (2000-дотепер)
- Sarke — ударні (2000-дотепер)
- Hildr — тексти пісень (2000-дотепер)
- Crowbel — бас-гітара (2013-дотепер)

### Колишні учасники
- Eikind — бас-гітара (2000—2002)
- Brandr — бас-гітара (2002)
- Sir Graanug — бас-гітара (2002)
- Grimd — бас-гітара (2002—2012)